# Kalipolje
Kalipolje (en serbe cyrillique : Калипоље) est un village de Serbie situé dans la municipalité de Sjenica, district de Zlatibor. Au recensement de 2011, il comptait 14 habitants.

## Démographie
| 1948 | 1953 | 1961 | 1971 | 1981 | 1991 | 2002 | 2011 |
| ---- | ---- | ---- | ---- | ---- | ---- | ---- | ---- |
| 90   | 97   | 90   | 26   | 26   | 35   | 21   | 11   |

|  |